# Sismo de Fukushima de 2022
Em 16 de março de 2022, um forte terremoto atingiu a costa de Fukushima, no Japão. O terremoto mediu 7,3 pela Agência Meteorológica do Japão (JMA) e pelo Serviço Geológico dos Estados Unidos (USGS). Um tsunami de 20 cm foi relatado imediatamente após o evento.

## Configuração tectônica
A Placa do Pacífico, feita de litosfera oceânica, subducta sob a Placa de Okhotsk ao longo de uma fronteira convergente localizada na costa leste da metade norte do Japão. Ele vai da junção tripla de Boso e termina perto de Hokkaido, onde se junta à fossa das Curilas-Camecháteca. Neste local, a Placa do Pacífico move-se aproximadamente para oeste em relação à Placa Norte-Americana a uma velocidade de 70 mm/ano, subduzindo abaixo do Japão na Fossa do Japão. Esta zona de subducção é capaz de produzir sismos de mega-impulso com magnitudes superiores a 8,5, evidentes nos registos históricos. Foi na interface de subducção onde o terremoto e o tsunami de Tōhoku de 2011 se nuclearam. Esse evento envolveu uma ruptura de 220 × 400 km na zona de subducção.
O terremoto de 2022 coincidentemente ocorreu próxximo das datas dos primeiros aniversários dos terremotos de fevereiro de 2021 em Fukushima e março de 2021 em Miyagi. Uma análise do terremoto de fevereiro de 2021 sugere falha reversa dentro da placa do Pacífico abaixo da interface de subducção. Cientistas japoneses disseram que o sismo se rompeu ao longo de uma falha marcante de 45 km de comprimento norte-sul que mergulha em direção ao leste. Este evento também ocorreu cinco dias após o 11º aniversário do desastre de 2011.

### Intensidade
| Intensidades da Escala de Mercalli em locais selecionados |          |                   |
| MMI                                                       | Locais   | População exposta |
| VIII (ruinoso)                                            | Kakuda   | 33,000            |
| VII (muito forte)                                         | Sendai   | 2.39 milhões      |
| VI (bastante forte)                                       | Kitakata | 3.21 milhões      |
| V (forte)                                                 | Chiba    | 20.69 milhões     |
| IV (moderado)                                             | Tóquio   | 33.31 milhões     |

## Vítimas
Até 17 de março, havia sido confirmado pelo menos quatro vítimas fatais, com pelo menos 225 feridos.